# جسی عزیز
«جسی عزیز» (به انگلیسی: Dear Jessie) تک‌آهنگی از هنرمند اهل ایالات متحده آمریکا مدونا است که در سال ۱۹۸۹ میلادی منتشر شد.